# Cueva de los Aviones
Koordinaten: 37° 35′ 7,3″ N, 0° 59′ 8,7″ W

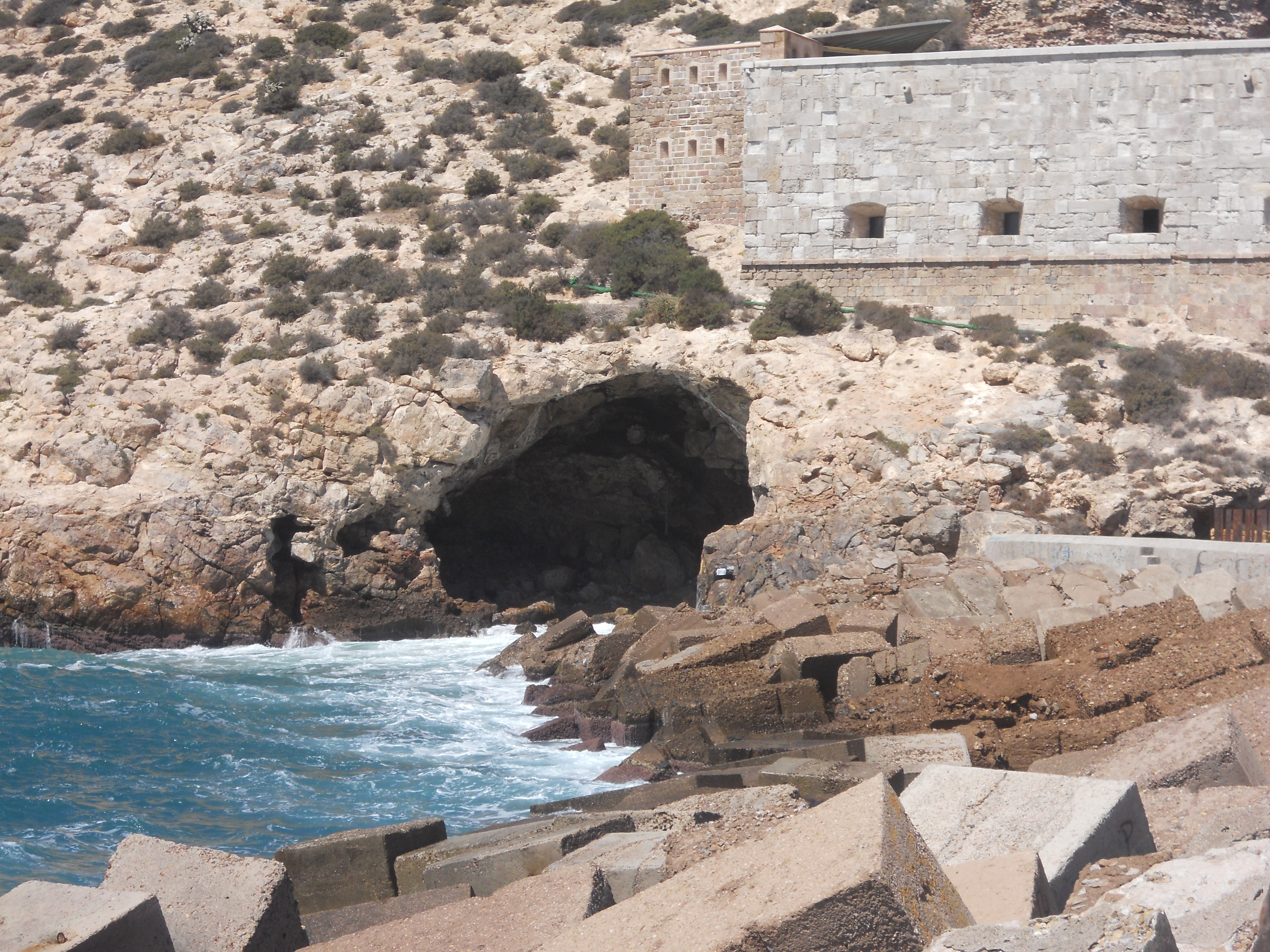
Cueva de los Aviones unter dem Fort Navidad in der Nähe von Cartagena

Cueva de los Aviones ist eine paläoanthropologische und archäologische Fundstätte in der Region Murcia im Südosten von Spanien. Die Höhle liegt  am Fuß von ins Meer abfallenden Vorbergen, die der südwestlichen Einfahrt in den Hafen von Cartagena als natürlicher Schutz dienen. 
International bekannt wurde die Höhle im Jahr 2010, nachdem dort Muschelschalen entdeckt worden waren, die von Neandertalern mit orange, roten und schwarzen Pigmente verziert worden waren. Zuvor war bereits bekannt gewesen, dass die Höhle Neandertalern als Aufenthaltsort gedient hatte.

## Höhle
Das anstehende Gestein der Höhle besteht aus Kalkstein, dessen Ursprung in die mittlere bis obere Trias (vor rund 230 Millionen Jahren) datiert wurde; auch die Seitenwände aus hellgrauem und grauem Kalkstein und dunkelgrauem Dolomit. Aus dem Zustand des Gesteins außerhalb des heute existierenden Höhlenbereichs kann abgeleitet werden, dass die Cueva de los Aviones vor 50.000 Jahren vermutlich wesentlich größer war als heute. Zur Zeit ihrer Nutzung durch die Neandertaler lag die Höhle mindestens zwei bis sieben Kilometer vom Meer entfernt, da der Meeresspiegel vor 50.000 Jahren 50 bis 90 Meter tiefer lag als heute; weil das Gebiet von Cartagena eine Subsidenzzone ist, in der sich die Erdkruste großflächig absenkt, könnte die Entfernung zur Küste auch deutlich größer gewesen sein. Erst nach dem Ende der Eiszeiten, nachdem der Meeresspiegel wieder anstieg, geriet die Höhle in den Bereich des Tidenhubs und wurde vom Meerwasser weitgehend ausgeräumt. Verschont von dieser Zerstörung blieben nur vier Quadratmeter Bodenfläche an der nordwestlichen Höhlenwand, wo erstmals 1985 Ausgrabungen stattfanden. Diese Fläche bestand aus Gesteinstrümmern (Brekzie) von zementartiger Härte, aus denen mit Hammer und Meißel zunächst Steinwerkzeuge und Tierknochen freigelegt wurden. Bei der Bergung der entdeckten Schnecken- und Muschelschalen musste daher besonders umsichtig vorgegangen werden.

## Funde
In der Cueva de los Aviones wurden die Überreste von mehreren hundert Schnecken und Muscheln gefunden. Am häufigsten vertreten waren essbare Schnecken der Art Monodonta turbinata (427 Exemplare), die gleichfalls essbaren Napfschnecken der Gattung Patella (236 Exemplare; zumeist Patella ferruginea, aber auch Patella aspera und Patella lusitania) sowie Miesmuscheln (Mytilus edulis, 108 Exemplare) und Herzmuscheln (14 Exemplare). Ferner wurden unter anderem 18 Exemplare der Muschel Glycymeris insubrica sowie ein Dutzend Schalen anderer Arten entdeckt, die heute als nicht essbar gelten.
95 Prozent der gefundenen Weichtier-Schalen stammen den Untersuchungen zufolge von essbaren Schnecken und Muscheln, die im Bereich der Gezeitenzone leben. Da die Oberfläche der Schalen keinen Abrieb durch Sand oder Kies aufwies, kann davon ausgegangen werden, dass die Tiere lebend – vermutlich als Nahrungsmittel – gesammelt worden waren.
Als besonders bedeutende Funde erwiesen sich zwei vollständig erhaltene Exemplare von Glycymeris insubrica, die im Bereich des Wirbels Löcher aufweisen. Als dieser Bereich im Museum von Cartagena vom anhaftenden Kalkstein freipräpariert wurde, kamen Reste von roten Pigmenten zum Vorschein, die später als Hämatit (vermutlich Rötel) identifiziert wurden. Die Forscher vermuten daher, dass beide Muscheln als „persönlicher Schmuck“ („personal ornaments“) zu interpretieren sind.
Auf der Innenseite eines Exemplars von Spondylus gaederopus wurden Reste einer farbigen Masse freigelegt, die aus einer Mischung von rötlichem Lepidokrokit mit Holzkohle, Dolomit, Hämatit und Pyrit bestand. Diese Muschelschale hatte vermutlich zur Aufbewahrung von Farbstoffen gedient; mehrere andere Schalenfunde dienten offenbar dem gleichen Zweck.
Diverse Klümpchen von roten und gelben Farbstoffen wurden in der Höhle auch ohne Bezug zu Muschelschalen gefunden, orange Pigmente hafteten zudem an dem Mittelfußknochen eines Pferdes. Dieser beim Pferd an einem Ende spitz zulaufende Knochen war möglicherweise zum Mischen der Pigmente oder zum Durchlöchern von bereits bemalten Schalen verwendet worden.
Die rötlichen Pigmente stammen vermutlich aus dem drei bis fünf Kilometer entfernten, im Nordwesten liegenden Bergbaugebiet La Unión, für das seit der Antike unter anderem auch Gold- und Silbergewinnung belegt ist. Das nächste Vorkommen von Natrojarosit, einem Bestandteil des gelben Pigments, existiert ungefähr sieben Kilometer östlich der Höhle.

## Datierung
Die Pigmente waren im Jahr 2010 mit Hilfe der Radiokarbonmethode auf ein Alter von knapp 50.000 Jahre datiert worden und galten als Beleg dafür, dass die Muschelschalen von den Neandertalern „in einer ästhetischen und vermutlich symbolischen“ Weise verwendet worden waren. Gemeinsam mit gleichzeitig publizierten Funden aus der 60 Kilometer entfernt im Binnenland liegenden Höhle Cueva Antón handelt es sich um die ersten derartigen, in Europa entdeckten Schmuckstücke von Neandertalern. Die Besiedelung Europas durch den modernen Menschen (Homo sapiens) erfolgte erst vor rund 40.000 Jahren. Einer 2018 publizierten Studie zufolge sind die Funde aus der Cueva de los Aviones laut Uran-Thorium-Datierung sogar 115.000 bis 120.000 Jahre alt.

## Belege
1. ↑  João Zilhão et al.: Symbolic use of marine shells and mineral pigments by Iberian Neandertals. In: PNAS. Band 107, Nr. 3, 2010, S. 1023–1028, doi:10.1073/pnas.0914088107.
 Großes Gehirn und intelligenter als gedacht. Auf: heise.de vom 11. Januar 2010. (mit zwei Abbildungen aus PNAS)
2. ↑  Michael Balter: Neandertal Jewelry Shows Their Symbolic Smarts. In: Science. Band 327, 2010, S. 255 f., doi:10.1126/science.327.5963.255.
3. ↑  Dirk L. Hoffmann et al.: Symbolic use of marine shells and mineral pigments by Iberian Neandertals 115,000 years ago. In: Science Advances. Band 4, Nr. 2, 2018, eaar5255, doi:10.1126/sciadv.aar5255.